# Błoniasty przyczep pępowiny
Błoniasty przyczep pępowiny – patologia polegająca na przyczepie sznura pępowinowego poza obszarem łożyska, na powierzchni błon płodowych. W przypadku pęknięcia błon płodowych może nastąpić przerwanie naczyń pępowinowych, a w konsekwencji wykrwawienie i często śmierć płodu. Objawami są deceleracje u płodu i krwawienie z dróg rodnych matki. W przypadku wykrycia tej patologii ważne jest natychmiastowe zakończenie ciąży.